# Утюпин, Павел Владимирович
Павел Владимирович Утюпин (бел. Павел Уладзіміравіч Уцюпін; род. 17 декабря 1976, Поповка, Хорольский район (Приморский край), РСФСР, СССР) — белорусский государственный деятель, дипломат.

## Биография
Родился 17 декабря 1976 года в Поповке. Отец — Владимир Утюпин был военным. Мама Павла, Любовь Ивановна, работала учителем начальных классов. Семья проживает в Борисове. В семье Павел был не единственным ребенком, помимо него в семье была младшая сестра Кристина. Она работает юридическим консультантом.
В первый класс Паша пошёл в Краскино. В связи с тем что отец был военным семье приходилось много переезжать по СССР. За это время Утюпин успел сменить несколько школ. В конце концов семья стала жить в Борисове где юный Павел окончил гимназию №1. Изначально он хотел стать военным, однако сделал выбор в пользу того, чтобы стать экономистом и поступил в Белорусский государственный экономический университет.
В 1998 году окончил Белорусский государственный экономический университет по специальности «Международные экономические отношения» с присвоением квалификации «экономиста», в 1999 году — магистратуру БГЭУ с присвоением степени магистра экономических наук, В 2002 — аспирантуру БГЭУ на кафедре международных экономических отношений, в 2007 — Академию управления при Президенте Республики Беларусь по специальности «Международные отношения».
Свою трудовую деятельность начал в 1994 году. Тогда он работал заместителем директора по внешнеэкономическим связям малого предприятия «Дубль В». На этой должности он проработал до 1995 году, после чего трудоустроился в производственно-коммерческую фирму «УТВ» на должность начальника отдела внешнеэкономических связей. С февраль по ноябрь 1999 года — экономист планово-экономического отдела совместного предприятия «Фребор». В 2002 году, после окончания аспирантуры, трудоустроился в Могилевский областной исполнительный комитета Республики Беларусь на должность советника председателя. В 2004 году получил повышение на должность главного советника председателя. В 2006 году трудоустроился в ОАО «Белшина» на должность заместителя генерального директора по экономике и финансам. На «Белшине» Утюпин проработал до 2011 года.
С 2008 по 2012 года являлся членом Совета Республики от Могилёвской области. Являлся членом Постоянной комиссии Межпарламентской Ассамблеи Евразийского экономического сообщества по торговой политике и международному сотрудничеству, член делегации Национального собрания Республики Беларусь по осуществлению контактов с Парламентской ассамблеей Совета Европы.
8 ноября 2011 был назначен на должность заместителя Министра промышленности Республики Беларусь. В министерстве промышленности Утюпин проработал до 2017 года, после чего, 27 декабря 2017, был назначен заместителем Министра экономики Республики Беларусь. На этой должности он работал до 2018 года, после чего получил министерский портфель.
18 августа 2018 года указом Президента Республики Беларусь был назначен на должность Министра промышленности Республики Беларусь. Александр Лукашенко отмечал, что одной из причин выбора Утюпина является экономический опыт чиновника. По мнению Белорусского партизана Утюпин продолжит «терпимое» управление отраслью. 20 августа Утюпин был представлен коллективу. Он заявил, что намерен больше внимания уделять предприятиям в средних и малых городах. Также он отметил, что не намерен изменять курсу, обозначенному президентом Александром Лукашенко и прописанному в государственных программах. 4 июня был объявлен новый состав правительства в который Утюпин не попал.
20 июля 2020 года указом главы государства Павел Утюпин был назначен Чрезвычайным и полномочным послом Республики Беларусь в Республике Казахстан. Этим же указом ему был присвоен дипломатический ранг Чрезвычайного и полномочного посла.
Помимо родных языков владеет английским.

## Личная жизнь
На последнем курсе БГЭУ Утюпин знакомится со своей будущей женой, первокурсницей Александрой. Она родом из Новолукомля. В 2005 году они поженились. У семьи двое детей. Старшая — София и младший — Андрей.

## Награды
- Орден Святого благоверного великого князя Александра Невского III степени (2022, РПЦ) — во внимание к трудам по развитию мирных этноконфессиональных отношений в Республике Казахстан[19]
- Почётная грамота Национального собрания Республики Беларусь[8].